# Melanzio (romanzo)
Melanzio è un romanzo storico di Nerino Rossi. Pubblicato nel 1980, è entrato nella finale del Premio Strega e ha vinto il Premio Napoli.
Melanzio è dedicato a Leonida Repaci

## Trama
Il libro è ambientato nel cuore della Romagna, tra Bologna e Lugo e si svolge nel 1945.
Melanzio Melandri è un mercante di maiali, sposato, senza figli, piuttosto agiato. Vive in un caseggiato detto Il Mulino che, persa la funzione originaria, è stato suddiviso in piccole abitazioni. Presso Melanzio si è stabilito il comandante delle truppe tedesche occupanti, Helmut, un uomo colto (ex professore di filosofia), ma decisamente convinto di dover dare la caccia ai partigiani della zona. Melanzio, socialista nel 1921, non si è compromesso con il fascismo e odia la guerra e la violenza; tuttavia il suo alloggio più confortevole di quelli delle altre famiglie è stato per Helmut una scelta ovvia.
L'arrivo delle truppe alleate, inglesi, polacchi e indiani, fa sparire di colpo tutti i tedeschi, ma poiché nei mesi dell'occupazione erano avvenute varie ingiustizie, gli animi delle persone non sono pronti al clima di pace. Il parroco Don Primo era stato antifascista e si era addirittura posto al centro di un gruppo di persone rastrellate, un giorno lontano. Nella lotta per la resistenza, il sacerdote aveva guidato un gruppo cattolico, proibendo di impugnare armi, indirizzando i suoi ad altri aiuti. C'erano però in maggioranza partigiani socialisti e soprattutto comunisti, per tradizione nemici giurati della Chiesa e, con la Liberazione, don Primo e i suoi sono messi da parte.
Inoltre, nel paese era stato ucciso un giovane fascista figlio di ricchi proprietari e, volendosi il padre vendicare, erano stati impiccati due giovani fratelli senza alcun processo. Nel rispondere a queste violenze, Cleto, beniamino di Melanzio sin dai primi anni, gli chiede il furgone per nascondervi armi e Melanzio accetta a malincuore, anzi pretende che si finga che il furgone è stato rubato. Quando il furgone finisce in un posto di blocco, si scopre che il trasporto di porcellini da latte copre un diverso trasporto; Cleto ce la fa a scappare, ma Helmut comprende che Melanzio dovrebbe conoscere Cleto, perché il "fuorilegge" ha la stessa abilità nel maneggiare i lattonzoli.
Eppure gli eventi assumono un corso imprevisto: il comandante dei fascisti locali arresta la giovanissima Isora, da sempre fidanzata di Cleto e ora anche sua moglie in segreto. La ragazza si mostra molto coraggiosa e viene perciò eliminata senza chiasso. Cleto continua a nascondersi e tende imboscate a tedeschi e fascisti, raggiungendo sempre i suoi bersagli. Così, alla fine ufficiale delle ostilità, gli animi sono oltremodo esacerbati da vendette personali e, non potendo più riversare l'odio sui tedeschi (che se ne sono andati), si dà la caccia ai fascisti. I partigiani escono dalla clandestinità e Cleto si dichiara capo dei socialisti, mentre un certo Nesto è il capo dei comunisti.
Per Melanzio cominciano le preoccupazioni: don Primo è scomparso, Cleto sembra alienato dal dolore, Nesto ha atteggiamenti insultanti. Poco coraggioso di natura, Melanzio non ribatte alle piccole angherie, così viene pedinato da tre loschi figuri e fatto rotolare giù dall'argine. Ne consegue una brutta ferita alla testa e una lunga convalescenza, durante la quale l'uomo decide che mai più si mostrerà arrendevole verso i più facinorosi ed esaltati. Finché, ristabilito, va da Cleto con un altro amico (Domenico) per chiedere che si facciano ricerche su don Primo. A malincuore, Cleto presenta una denuncia per scomparsa, ma Nesto, che ha costituito la polizia partigiana, accoglie l'istanza solo dopo che i tre lo hanno messo alle strette.
Don Primo in realtà è trattenuto da un gruppo illegale, che istituisce processi nei fienili e pretende dal sacerdote la confessione per le vittime. Battagliero come sempre, don Primo ribatte a questi uomini, dichiarandoli assassini e fuorilegge, però è costretto ad assistere alla fine di molti, compreso il ricco proprietario cui avevano ammazzato il figlio. Don Primo non confessa mai e anzi assolve senza parere, aiuta così i morenti ad avere coraggio e speranza. Ma nulla ne sa Melanzio, il quale si sente come un padre per Cleto e comprende a quali pericoli il giovane vada incontro nel corpo e nello spirito. Quando poco dopo arrivano due sconosciuti in auto dicendo che sono di Argenta e che devono accompagnare Cleto a un comizio, Melanzio si infila nell'auto e parte con loro.
Ben presto Melanzio si convince che Cleto non conosce affatto quei due e gli trasmette in ogni modo possibile il pericolo della situazione. Infatti i due arrivano a una capanna isolata e sono raggiunti da una squadra di complici. Anche don Primo è nel gruppo e non risparmia le risposte ai malfattori. Costoro dicono di continuare l'opera dei partigiani, definendo i partigiani traditori perché hanno consegnato le armi. Ora le armi le hanno loro e faranno giustizia. Vogliono condannare Cleto perché li ha denunciati (a causa della scomparsa di don Primo). Di fronte a una tale enormità, Melanzio si accusa spontaneamente, ma quelli vogliono eliminare Cleto e nessun altro.
All'imbrunire, si ordina a Cleto e Melanzio di prendere due vanghe. Condotti fuori per scavare la fossa, i due ingaggiano un'estrema lotta con i delinquenti e Cleto scappa, inseguito dal capo e da altri due. Melanzio è sopraffatto e comincia a scavare la fossa con l'orecchio teso: si convince che Cleto sia davvero scampato e si sente appagato nel muovere la terra. Don Primo gli chiede se vuole una benedizione, Melanzio gli chiede il fazzoletto in cui il prete tiene il Crocefisso, per asciugarsi il sudore. Consapevole che Melanzio non ha più bisogno di lui, don Primo si congeda e con lui vanno quasi tutti, tranne due armati. La morte raggiunge Melanzio con uno scoppio nella testa. E sente di avere solo le forze di un fanciullo.

## Edizioni
- Nerino Rossi, Melanzio, Rusconi, Milano 1980,